# Vuurtoren van Stoer Head

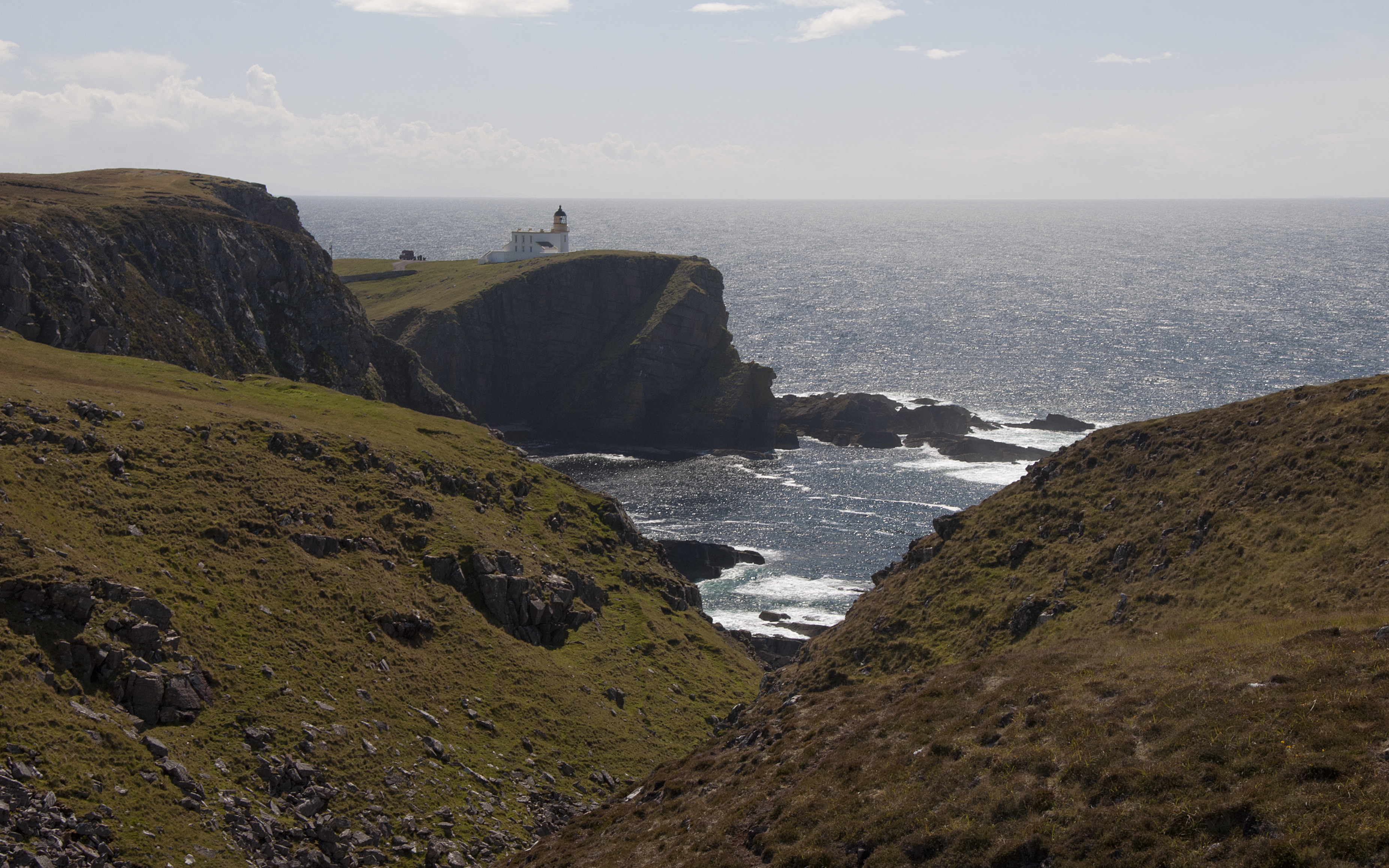
De vuurtoren vanaf het noorden

Stoer Head Lighthouse, ook bekend als Ru Stoer Lighthouse, is een vuurtoren op het schiereiland Stoer in het Schotse graafschap Sutherland. De vuurtoren is bereikbaar via een single track road vanaf Lochinver en vergemakkelijkte het navigeren in de The Minch, een zeestraat tussen de Buiten-Hebriden en het Schotse vasteland.

## Geschiedenis
David en Thomas Stevenson bouwden de vuurtoren in 1870. Het gebouw is slechts 14 m hoog maar de toren staat 54 m boven de zeespiegel. De bediening is geautomatiseerd in 1978. Voorheen werd de vuurtoren bediend door twee personen die voor een deel zelf in hun onderhoud en dat van hun familie moesten voorzien. Een koeien- en varkensstal zijn er nog te zien.

## Beheer
Stoer Head Lighthouse wordt beheerd door de National Trust for Scotland die het momenteel uitbaat als een vakantiehuis.